# Ternskjeret
Ternskjeret, est une île dans le landskap Sunnhordland du comté de Vestland. Elle appartient administrativement à Bjørnafjorden.

## Géographie
Rocheuse et désertique, à fleur d'eau, elle s'étend sur environ 60 m de longueur pour une largeur approximative de 21 m.